# Палатиди, Алексей Иванович
Палатиди Алексей Иванович (25 августа 1976 — 10 сентября 1999) — командир взвода войсковой разведки роты разведки полка оперативного назначения Северо-Кавказского округа внутренних войск МВД России, лейтенант.
Родился 25 августа 1976 года в станице Натухаевская Анапского района Краснодарского края. Грек.
В 1999 году окончил Санкт-Петербургский университет внутренних войск МВД России.
Участник боевых действий в Чеченской Республике. Погиб 10 сентября 1999 года в районе села Гамиях (Новолакский район Республики Дагестан).
Указом Президента Российской Федерации № 1686 от 22 декабря 1999 года за мужество, отвагу и героизм, проявленные при выполнении специального задания лейтенанту Палатиди Алексею Ивановичу присвоено звание Героя Российской Федерации (посмертно).навечно зачислен в списки войсковой части 3753 внутренних войск МВД РФ

## Память
- Навечно зачислен в списки личного состава воинской части[3].

- Памятный знак в Новороссийске
- В 2010 году имя героя присвоено средней общеобразовательной школе № 26 станицы Натухаевской (в городе Новороссийск)[4].
- C 2006 года в станице Натухаевской проводится юношеский турнир по греко-римской борьбе памяти Алексея Палатиди[2][5].